# Natalia Sánchez Molina
Natalia Sánchez Molina (Madrid, 27 de març de 1990) és una actriu i cantant espanyola que va obtenir una gran popularitat pel seu paper de Teté en la sèrie Los Serrano.
Parella de l'actor Marc Clotet, i mare de dos fills, Lia i Neo, ha aprés català i el parlen a casa. El febrer de 2023 ha estrenat la comèdia Fitzroy, de Jordi Galceran, dirigida per Sergi Belbel, en català, al teatre Borràs de Barcelona, on actuen també Sílvia Bel, Míriam Iscla i Sara Espígul.

## Filmografia

### Cinema
- Clara y Elena (2001)
- Dum dum (2001, curtmetratge)
- Hipnos (2004)
- Los aires difíciles (2006)
- Los Totenwackers (2007)
- Sisè Primera (2023, curtmetratge)

### Televisió
- Compañeros (2002)
- Periodistas (2002)
- Un lugar en el mundo (2003)
- Javier ya no vive solo (2003)
- Los Serrano (2003-2008)
- Los recuerdos de Alicia (2005)
- Acusados (2009)
- La ira (2009)
- La Duquesa II (2011)
- Ángel o demonio (2011)
- Amar en tiempos revueltos (2011-2012)
- La memoria del agua (2012)